# En vivo sin restricciones
En Vivo Sin Restricciones es el primer álbum en vivo de la banda argentina Miranda!, lanzado el 21 de mayo del 2005 por la discografía Pelo Music. Grabado en vivo en el Teatro Gran Rex, en Buenos Aires, Argentina. 
En la portada del disco se ven a cinco fanes de la banda, mientras que en la portada del CD+DVD aparecen más junto con el grupo.

## Lista de canciones
| N.º   | Título                 | Duración |  |
| 1.    | «Otra vez»             | 3:01     |  |
| 2.    | «Tu gurú + Take on Me» | 3:58     |  |
| 3.    | «Yo te diré»           | 3:28     |  |
| 4.    | «Hoy»                  | 3:16     |  |
| 5.    | «Bailarina»            | 4:39     |  |
| 6.    | «Mentira»              | 3:48     |  |
| 7.    | «Traición»             | 3:03     |  |
| 8.    | «Navidad»              | 3:07     |  |
| 9.    | «Quiero»               | 4:08     |  |
| 10.   | «El profe»             | 3:01     |  |
| 11.   | «Tu juego»             | 4:32     |  |
| 12.   | «Don»                  | 3:05     |  |
| 13.   | «Romix»                | 4:08     |  |
| 14.   | «Casualidad»           | 5:58     |  |
| 53:12 |                        |          |  |

Notas
- Todas las canciones fueron compuestas por Alejandro Sergi.
- El fragmento de Take on Me, que suena al final de la canción «Tu gurú», está compuesto por Morten Harket, Magne Furuholmen y Pål Waaktaar.

## Miembros
- Alejandro Sergi: Voz.
- Juliana Gattas : Voz.
- Lolo Fuentes: Guitarras y coros.
- Bruno De Vincenti: Programación.
- Nicolás Grimaldi (Monoto): Bajo.